# Oberhausen (Noordrijn-Westfalen)
Oberhausen is een kreisfreie Stadt in de Duitse deelstaat Noordrijn-Westfalen. De stad ligt in het noordwesten van het Ruhrgebied en telt 209.566 inwoners (31 december 2020) op een oppervlakte van 77,09 km². Op 31 december 2020 had 16,12% van de inwoners een niet-Duits staatsburgerschap (33.785 niet-Duitsers) en hadden 460 inwoners het Nederlandse staatsburgerschap.
Oberhausen dankt zijn bekendheid aan zijn ligging bij het kruispunt van de Duitse Bundesautobahnen A3 en A2 en aan het grote winkelcentrum CentrO, dat sinds 1996 het hart is van het Neue Mitte van de stad. Dit nieuwe stadscentrum is aangelegd in een voormalig industriegebied.

## Geschiedenis
Oberhausen werd in 1862 gevormd als nieuwe gemeente. Een aantal omliggende gemeenten moesten hiervoor een stuk land afstaan. De gemeente werd vernoemd naar het in 1847 gebouwde station Oberhausen aan de Cöln-Mindener Eisenbahn, dat op zijn beurt vernoemd was naar Schloss Oberhausen, een kasteel aan de Emscher, dat overigens tot 1909 niet op grondgebied van Oberhausen lag. Oberhausen maakte vervolgens zoals de meeste grote steden in het Ruhrgebied een snelle ontwikkeling door dankzij de kolenwinning en de zware industrie. In 1874 kreeg het stadsrechten. Nadat Alstaden an der Ruhr in 1910 ingelijfd werd bij Oberhausen kwam de stad ook aan de Ruhr te liggen. In 1929 werden ook de steden Sterkrade en Osterfeld met Oberhausen samengevoegd tot de stad Oberhausen (Rheinland). Hoewel Oberhausen reeds een grootstad was met meer dan 100.000 inwoners groeide de bevolking nu tot 210.000 inwoners. 

## Geboren
- Alex Benno (1872-1952), Nederlands acteur, regisseur en filmproducent
- Erich Kempka (1910-1975), chauffeur van Adolf Hitler
- Theo Vennemann (1937), taalkundige
- Willi Wülbeck (1954), middellangeafstandsloper
- Christoph Schlingensief (1960-2010), filmmaker, toneelregisseur, acteur, kunstenaar en auteur
- Max Meyer (1995), voetballer

## Overleden
- Hildebrand Gurlitt (1895-1956), museumdirecteur, kunsthistoricus, kunsthandelaar en -verzamelaar

## Galerij

Slot Oberhausen
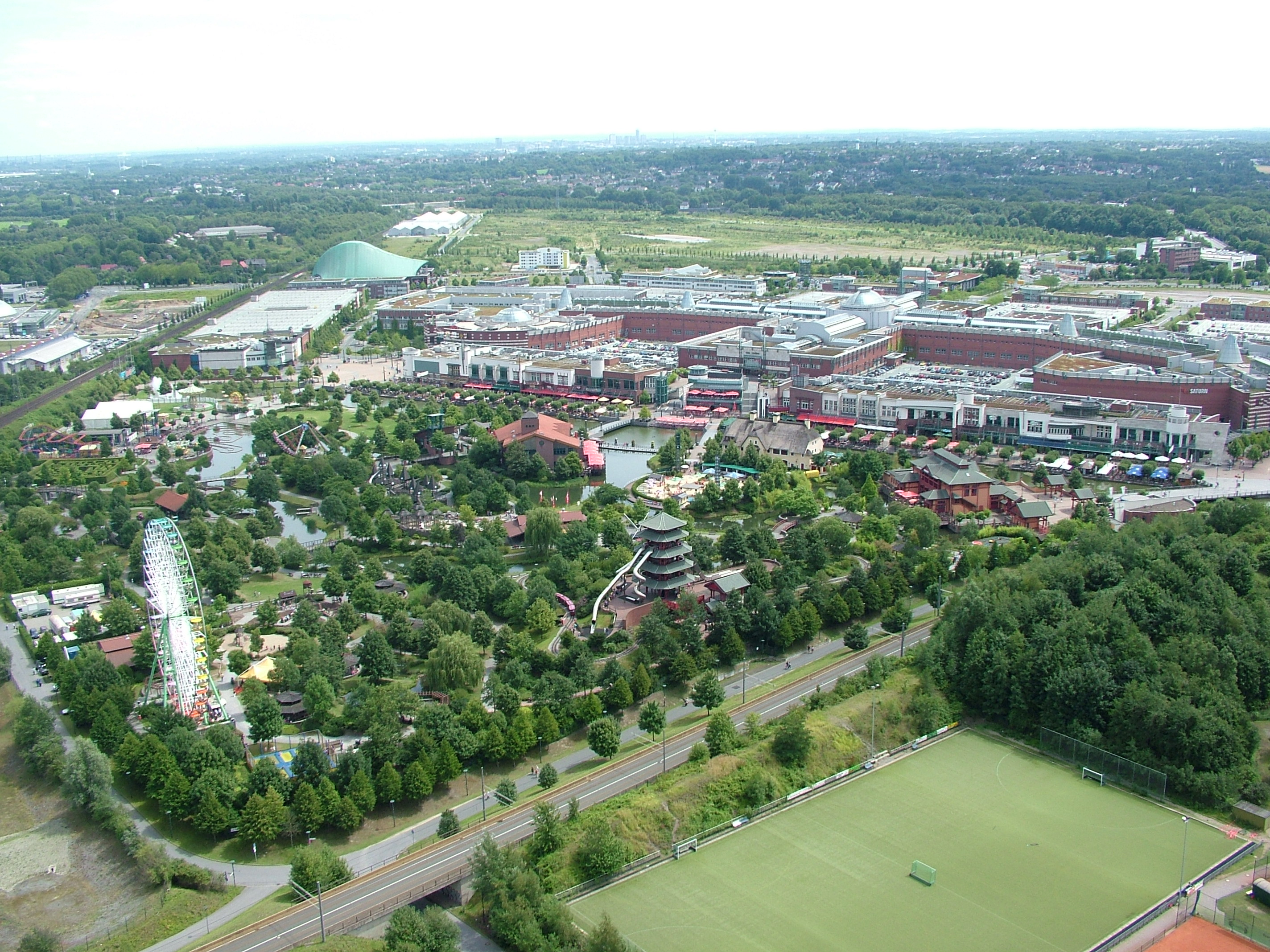
CentrO winkelcentrum
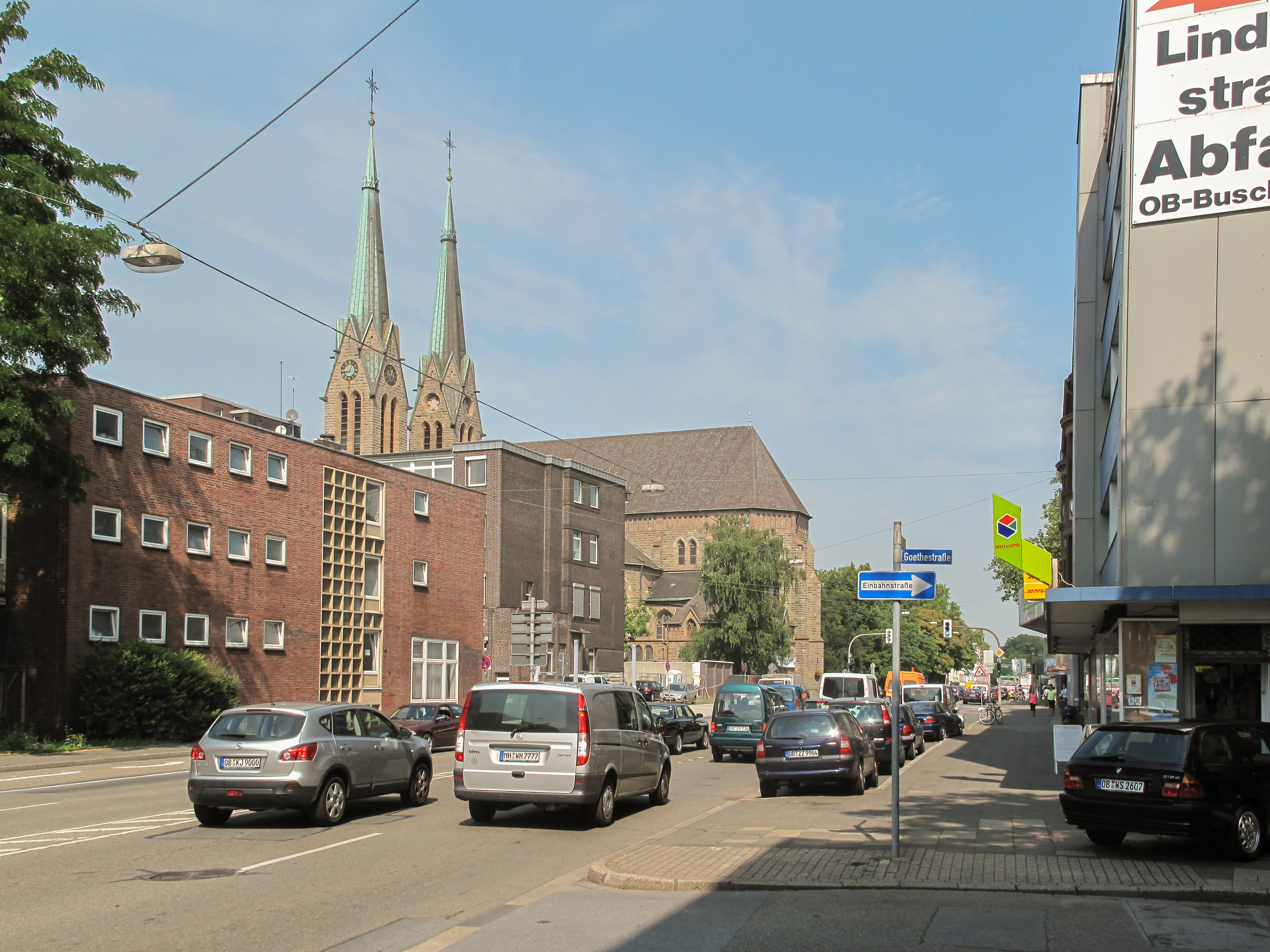
St. Marien Kirche in Oberhausen
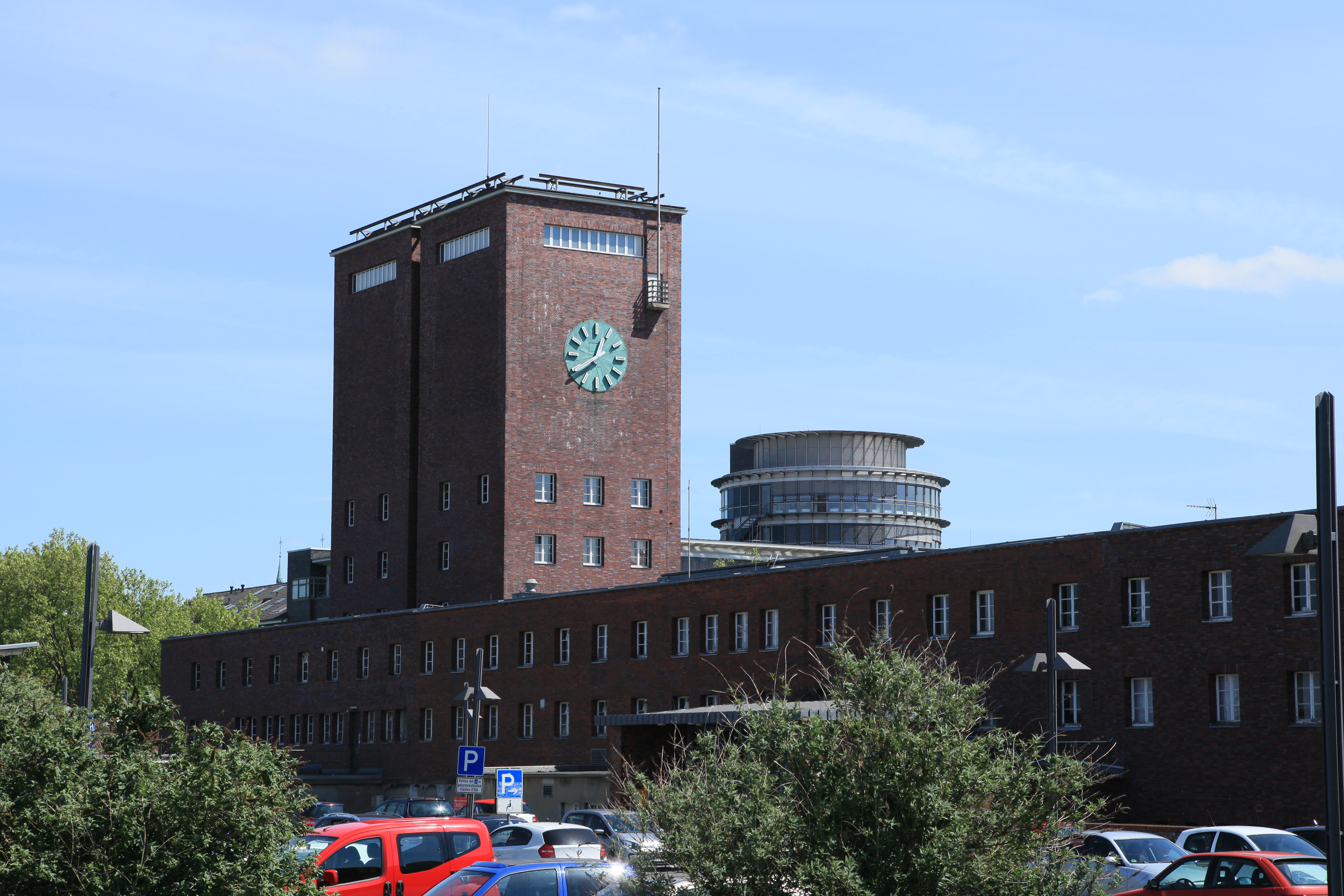
Oberhausen Hauptbahnhof
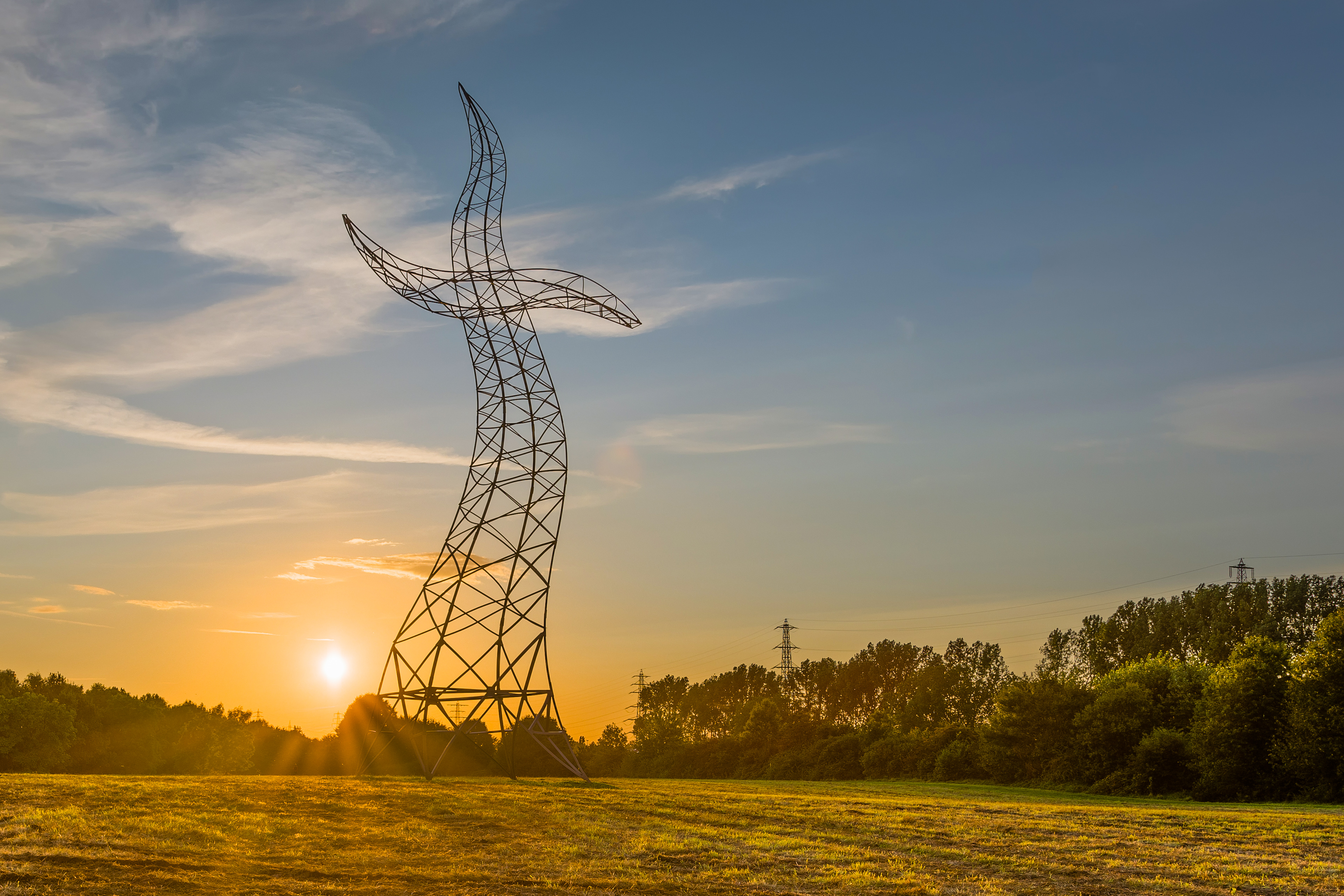
Staalstructuur "Zauberlehrling"
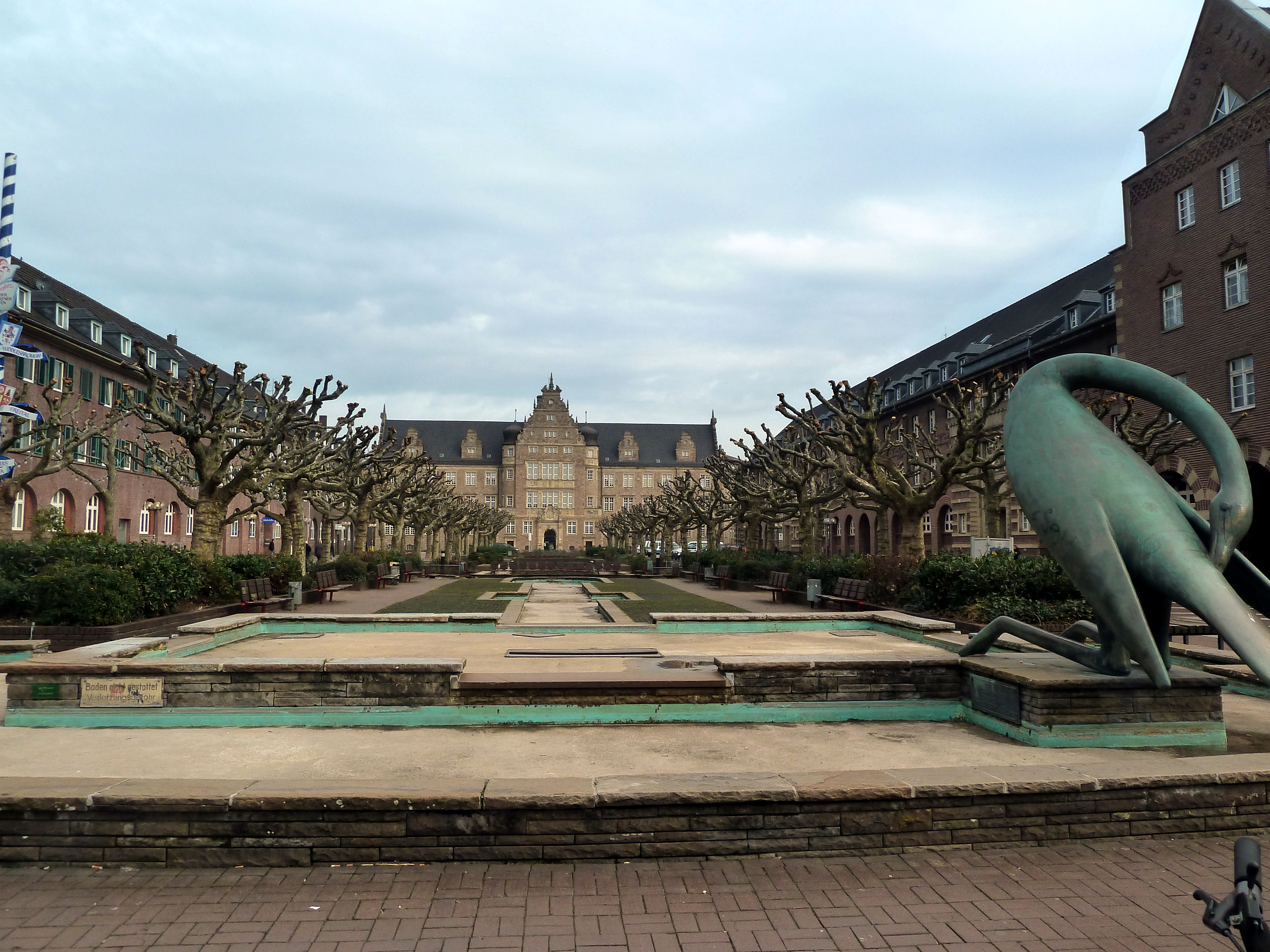
Gerechtsgebouw
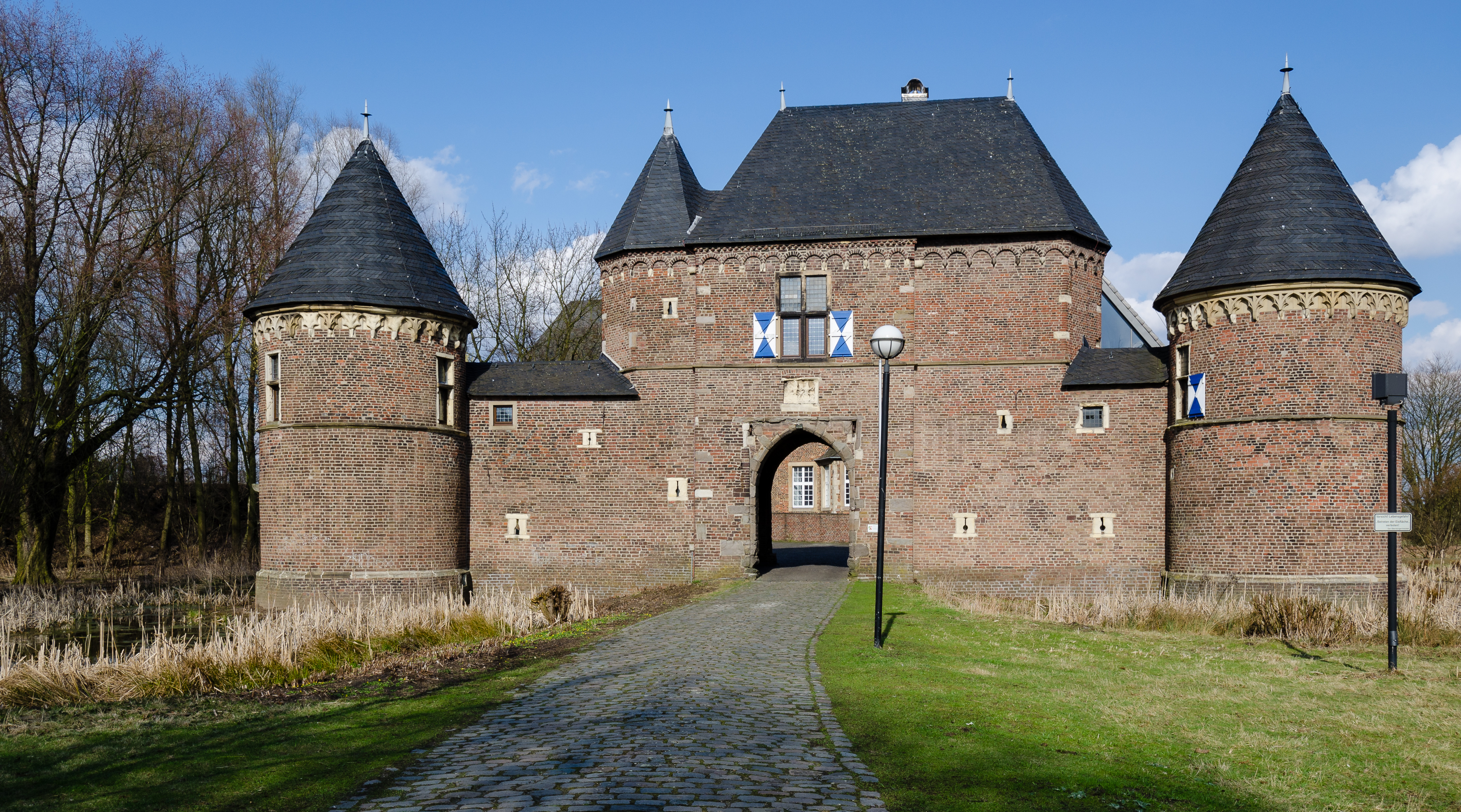
Burg Vondern